# Pierre Aillères
Pour les articles homonymes, voir Ailleres.
Pas d'image ? Cliquez ici

a Compétitions nationales et continentales officielles uniquement.

b Matchs officiels uniquement.
Pierre Aillères, né le 25 décembre 1957 à Poucharramet et mort le 23 décembre 2019 à Toulouse, est un joueur international français de rugby à XIII, fils de Georges Aillères, au poste de pilier dans les années 1970 à 1990.
Il effectue toute sa carrière sportive qui s'étend de 1977 à 1995 au sein d'un même club - le Toulouse olympique XIII - où son père en a été joueur, capitaine, entraîneur et président. Il dispute avec celui-ci deux finales perdues de Championnat de France de 2e division en 1983 et 1993, ainsi que quatre demi-finale de Championnat de France en 1978, 1979, 1984 et 1985. Il côtoie ainsi en club Charles Zalduendo, Noël Vergara, Michel Cassin, Jean-Claude Mayorgas, Philippe Fourquet et Abderazake El Khallouki.
Pilier référence du Championnat de France, capable de jouer en deuxième ligne, il compte également 12 sélections avec l'équipe de France entre 1984 et 1992, prenant part aux éditions 1985-1988 et 1989-1992 de la Coupe du monde.

## Biographie
Pierre Aillères est né dans une famille treiziste ; son père n'est autre que Georges Ailleres, et il a un frère, Gilbert, qui joue seconde ligne au Toulouse Olympique.
Il dispute à quatre reprises une demi-finale du Championnat de France en 1978, 1979, 1984 et 1985 avec le Toulouse olympique XIII sans jamais avoir la possibilité de disputer une finale.

## Palmarès
- Collectif : 
  - Finaliste du Championnat de France de 2e division : 1983 et 1993 (Toulouse).

### Détails en sélection
| 1.  | 29 janvier 1984  | Grande-Bretagne      | 0-12  | Test-match     | Pilier         | - | - | - | - |
| 2.  | 17 février 1984  | Grande-Bretagne      | 0-10  | Test-match     | Pilier         | - | - | - | - |
| 3.  | 1er mars 1985    | Grande-Bretagne      | 4-50  | Test-match     | Deuxième ligne | - | - | - | - |
| 4.  | 8 février 1987   | Grande-Bretagne      | 10-20 | Test-match     | Pilier         | - | - | - | - |
| 5.  | 15 novembre 1987 | Papouas.-Nlle-Guinée | 21-4  | Coupe du monde | Pilier         | - | - | - | - |
| 6.  | 24 janvier 1988  | Grande-Bretagne      | 14-28 | Test-match     | Pilier         | - | - | - | - |
| 7.  | 6 février 1988   | Grande-Bretagne      | 12-30 | Test-match     | Pilier         | - | - | - | - |
| 8.  | 21 janvier 1989  | Grande-Bretagne      | 10-26 | Test-match     | Pilier         | - | - | - | - |
| 9.  | 5 février 1989   | Grande-Bretagne      | 8-30  | Test-match     | Pilier         | - | - | - | - |
| 10. | 18 mars 1990     | Grande-Bretagne      | 4-8   | Test-match     | Remplaçant     | - | - | - | - |
| 11. | 24 novembre 1991 | Papouas.-Nlle-Guinée | 28-14 | Coupe du monde | Pilier         | - | - | - | - |
| 12. | 7 mars 1992      | Grande-Bretagne      | 0-36  | Coupe du monde | Pilier         | - | - | - | - |

### Détails  en club
| Saison  | Saison                  | Championnat                  | Championnat | Coupe           | Coupe      | Sélection | Sélection | Sélection | Sélection | Sélection | Sélection | Sélection |
| Saison  | Saison                  | Comp.                        | Class.      | Comp.           | Class.     | Comp.     | M         | Pts       | Ess.      | Buts      | Dp.       |           |
| ------- | ----------------------- | ---------------------------- | ----------- | --------------- | ---------- | --------- | --------- | --------- | --------- | --------- | --------- | --------- |
| 1977-78 | Toulouse olympique XIII | Championnat de France        | 1/2 finale  | Coupe de France | 1/8 finale |           |           |           |           |           |           |           |
| 1978-79 | Toulouse olympique XIII | Championnat de France        | 1/2 finale  | Coupe de France | 1/8 finale |           |           |           |           |           |           |           |
| 1979-80 | Toulouse olympique XIII | Championnat de France        | 10e         | Coupe de France | 1/8 finale |           |           |           |           |           |           |           |
| 1980-81 | Toulouse olympique XIII | Championnat de France        | 13e         | Coupe de France | 1/8 finale |           |           |           |           |           |           |           |
| 1981-82 | Toulouse olympique XIII | Championnat de France        |             | Coupe de France | 1/8 finale |           |           |           |           |           |           |           |
| 1982-83 | Toulouse olympique XIII | Champ. de France 2e division |             | Coupe de France | 1/8 finale |           |           |           |           |           |           |           |
| 1983-84 | Toulouse olympique XIII | Championnat de France        | 1/2 finale  | Coupe de France | 1/2 finale |           | 2         | -         | -         | -         | -         |           |
| 1984-85 | Toulouse olympique XIII | Championnat de France        | 1/2 finale  | Coupe de France | 1/8 finale |           | 1         | -         | -         | -         | -         |           |
| 1985-86 | Toulouse olympique XIII | Championnat de France        | 1/4 finale  | Coupe de France | 1/4 finale |           |           |           |           |           |           |           |
| 1986-87 | Toulouse olympique XIII | Championnat de France        | 1/4 finale  | Coupe de France | 1/4 finale |           | 1         | -         | -         | -         | -         |           |
| 1987-88 | Toulouse olympique XIII | Championnat de France        | 1/4 finale  | Coupe de France | 1/8 finale | CM        | 3         | -         | -         | -         | -         |           |
| 1988-89 | Toulouse olympique XIII | Championnat de France        | 1/4 finale  | Coupe de France | 1/8 finale |           | 2         | -         | -         | -         | -         |           |
| 1989-90 | Toulouse olympique XIII | Championnat de France        | 1/4 finale  | Coupe de France |            |           | 1         | -         | -         | -         | -         |           |
| 1990-91 | Toulouse olympique XIII | Championnat de France        |             | Coupe de France |            |           |           |           |           |           |           |           |
| 1991-92 | Toulouse olympique XIII | Championnat de France        |             | Coupe de France |            | CM        | 2         | -         | -         | -         | -         |           |
| 1992-93 | Toulouse olympique XIII | Champ. de France 2e division |             | Coupe de France | 1/8 finale |           |           |           |           |           |           |           |
| 1993-94 | Toulouse olympique XIII | Championnat de France        |             | Coupe de France | 1/8 finale |           |           |           |           |           |           |           |
| 1994-95 | Toulouse olympique XIII | Championnat de France        | 11e         | Coupe de France | 1/8 finale |           |           |           |           |           |           |           |